# Parasemolea boliviana
Parasemolea boliviana är en skalbaggsart som beskrevs av Martins och Maria Helena M. Galileo 1990. Parasemolea boliviana ingår i släktet Parasemolea och familjen långhorningar. Inga underarter finns listade i Catalogue of Life.